# Sci alpino ai XXIV Giochi olimpici invernali
Le gare di sci alpino ai XXIV Giochi olimpici invernali di Pechino in Cina si sono svolte dal 7 al 20 febbraio 2022 nella stazione sciistica di Xiaohaituo, nella Contea di Yanqing. Sono state disputate cinque competizioni maschili ed altrettante femminili (slalom speciale, slalom gigante, supergigante, discesa libera e supercombinata) e una gara a squadre mista.

## Calendario
| Uomini | Discesa libera | Supergigante |                 | Super-combinata |              |   | Slalom gigante |   |                | Slalom speciale |                 |   |   |                | 5  |
| Donne  | Slalom gigante |              | Slalom speciale |                 | Supergigante |   |                |   | Discesa libera |                 | Super-combinata |   |   |                | 5  |
| Misto  |                |              |                 |                 |              |   |                |   |                |                 |                 |   |   | Gara a squadre | 1  |
| Totale | 2              | 1            | 1               | 1               | 1            | 0 | 1              | 0 | 1              | 1               | 1               | 0 | 0 | 1              | 11 |

## Podi

### Uomini
| Evento                     | Oro             | Tempo   | Argento                 | Tempo   | Bronzo                  | Tempo   |
| Discesa libera (dettagli)  | Beat Feuz       | 1'42"69 | Johan Clarey            | 1'42"79 | Matthias Mayer          | 1'42"85 |
| Supergigante (dettagli)    | Matthias Mayer  | 1'19"94 | Ryan Cochran-Siegle     | 1'19"98 | Aleksander Aamodt Kilde | 1'20"36 |
| Slalom gigante (dettagli)  | Marco Odermatt  | 2'09"35 | Žan Kranjec             | 2'09"54 | Mathieu Faivre          | 2'10"69 |
| Slalom speciale (dettagli) | Clément Noël    | 1'44"09 | Johannes Strolz         | 1'44"70 | Sebastian Foss Solevåg  | 1'44"79 |
| Combinata (dettagli)       | Johannes Strolz | 2'31"43 | Aleksander Aamodt Kilde | 2'32"02 | James Crawford          | 2'32"11 |

### Donne
| Evento                     | Oro              | Tempo   | Argento               | Tempo   | Bronzo            | Tempo   |
| Discesa libera (dettagli)  | Corinne Suter    | 1'31"87 | Sofia Goggia          | 1'32"03 | Nadia Delago      | 1'32"44 |
| Supergigante (dettagli)    | Lara Gut-Behrami | 1'13"51 | Mirjam Puchner        | 1'13"73 | Michelle Gisin    | 1'13"81 |
| Slalom gigante (dettagli)  | Sara Hector      | 1'55"69 | Federica Brignone     | 1'55"97 | Lara Gut-Behrami  | 1'56"41 |
| Slalom speciale (dettagli) | Petra Vlhová     | 1'44"98 | Katharina Liensberger | 1'45"06 | Wendy Holdener    | 1'45"10 |
| Combinata (dettagli)       | Michelle Gisin   | 2'25"67 | Wendy Holdener        | 2'26"72 | Federica Brignone | 2'27"52 |

### Misto
| Evento                    | Oro | Argento                                                                        | Bronzo |
| Gara a squadre (dettagli) | Austria Katharina Huber Katharina Liensberger Katharina Truppe Stefan Brennsteiner Michael Matt Johannes Strolz | Germania Emma Aicher Lena Dürr Julian Rauchfuss Alexander Schmid Linus Straßer | Norvegia Mina Fürst Holtmann Thea Louise Stjernesund Maria Therese Tviberg Timon Haugan Fabian Wilkens Solheim Rasmus Windingstad |

## Medagliere
| Pos.   | Paese       | Oro | Argento | Bronzo | Totale |
| ------ | ----------- | --- | ------- | ------ | ------ |
| 1      | Svizzera    | 5   | 1       | 3      | 9      |
| 2      | Austria     | 3   | 3       | 1      | 7      |
| 3      | Francia     | 1   | 1       | 1      | 3      |
| 4      | Slovacchia  | 1   | 0       | 0      | 1      |
| 4      | Svezia      | 1   | 0       | 0      | 1      |
| 6      | Italia      | 0   | 2       | 2      | 4      |
| 7      | Norvegia    | 0   | 1       | 3      | 4      |
| 8      | Germania    | 0   | 1       | 0      | 1      |
| 8      | Slovenia    | 0   | 1       | 0      | 1      |
| 8      | Stati Uniti | 0   | 1       | 0      | 1      |
| 11     | Canada      | 0   | 0       | 1      | 1      |
| Totale | Totale      | 11  | 11      | 11     | 33     |